# تليتلي
التليتلي هو طبق جزائري تقليدي، أصله من شرق البلاد، مصنوع من المعكرونة التقليدية المسماة «لسان العصفور».

## طريقة التحضير
الخطوة الأولى هي تحضير الصلصة. في قسنطينة وسكيكدة وجيجل يتم تحضير صلصة بيضاء بالسمن والبصل والملح والفلفل والقرفة والدجاج وكرات الكفتة والحمص، وفي أماكن أخرى يتم طهيها على نار هادئة في صلصة حمراء مع إضافة الطماطم والبابريكا…
في الجنوب، التحضير عبارة عن صلصة حمراء حارة، مصنوعة من الثوم واللحم ورأس الحانوت.
الخطوة الثانية هي تحضير التليتلي ، والذي يجب طهيه بالبخار مثل الكسكس، ثم يتم تغليفه بالزبدة.
الخطوة الأخيرة هي وضع التليتلي في الصلصة لمدة عشر دقائق، حتى يمتص الصلصة ويتشربها.
ثم يتم تقديم التليتلي في طبق فخاري مع اللحم (يمكن أن يكون دجاج) ثم يتم تزيينه بالحمص في الوسط وكرات الكفتة من حوله.
يتم تقديم هذا الطبق مع البيض المسلوق، الذي يرمز إلى الرخاء والخصوبة في المعتقد الشعبي الجزائري[وفقًا لِمَن؟].